# 阿部賢任
阿部 賢任（あべ かたとう）は江戸時代の医師、本草学者。阿部将翁の孫、阿部櫟斎の父。

## 概要
江戸阿部家2代目義任の子。幼名は求馬、諱は義明、後に堅任、賢任。生駒家に仕え、春庵、黙斎、醒斎と号した。嘉永3年（1850年）7月4日生駒家屋敷で没し、梅林寺に葬られた。法名は東亭院潭相恵水居士。

## 人物像
阿部櫟斎の著書『隠居放言』により断片的に知れる。「海井」条によれば、宝暦10年（1760年）春大坂戸田旭山宅で行われた本草会に出席した際、奈良藤田七兵衛が出品した紅毛産海井（水濾石、レキスティン）を見たと語っており、上方本草学者との交流が窺える。「阿魏 ハナウト」条によれば、普段大黄、茴香、橙皮と調合し、丸薬として虫積を治療した。「福禄 シマウマ」条によれば、過去に西洋人の齎したシマウマの写生図を家蔵していた。

## 親族
- 祖父：阿部将翁 - 諱は照任。江戸阿部家祖[1]。
- 父：阿部義任 - 幼名は求馬、後に友之進[1]。
- 妻：東寿院潭室妙操大姉 – 慶応2年（1866年）7月15日没[4]。
  - 長男：阿部信任 - 著書に『製楮要訣』（所在不明）[5]。
  - 次男：阿部櫟斎 – 諱は喜任[1]。